# Stockham
Stockham és una població dels Estats Units a l'estat de Nebraska. Segons el cens del 2000 tenia 60 habitants.

## Demografia
Segons el cens del 2000, Stockham tenia 60 habitants, 19 habitatges, i 14 famílies. La densitat de població era de 136,3 habitants per km².
Dels 19 habitatges en un 42,1% hi vivien nens de menys de 18 anys, en un 68,4% hi vivien parelles casades, en un 5,3% dones solteres, i en un 21,1% no eren unitats familiars. En el 21,1% dels habitatges hi vivien persones soles el 10,5% de les quals corresponia a persones de 65 anys o més que vivien soles. El nombre mitjà de persones vivint en cada habitatge era de 3,16 i el nombre mitjà de persones que vivien en cada família era de 3,73.
Per edats la població es repartia de la següent manera: un 31,7% tenia menys de 18 anys, un 16,7% entre 18 i 24, un 20% entre 25 i 44, un 28,3% de 45 a 60 i un 3,3% 65 anys o més.
L'edat mediana era de 35 anys. Per cada 100 dones de 18 o més anys hi havia 105 homes.
La renda mediana per habitatge era de 31.250 $ i la renda mediana per família de 43.125 $. Els homes tenien una renda mediana de 26.250 $ mentre que les dones 0 $. La renda per capita de la població era de 9.310 $. Aproximadament el 23,1% de les famílies i el 37,9% de la població estaven per davall del llindar de pobresa.

## Poblacions més properes
El següent diagrama mostra les poblacions més properes.